# Nitra nad Ipľom
Nitra nad Ipľom, ungarisch Ipolynyitra (slowakisch bis 1948 „Nitra“; deutsch Neutra, ungarisch auch nur Nyitra) ist eine Gemeinde im Süden der Slowakei mit 374 Einwohnern (Stand 31. Dezember 2024). Sie gehört zum Okres Lučenec, einem Kreis des Banskobystrický kraj, und ist zugleich Teil der traditionellen Landschaft Novohrad.

## Geografie

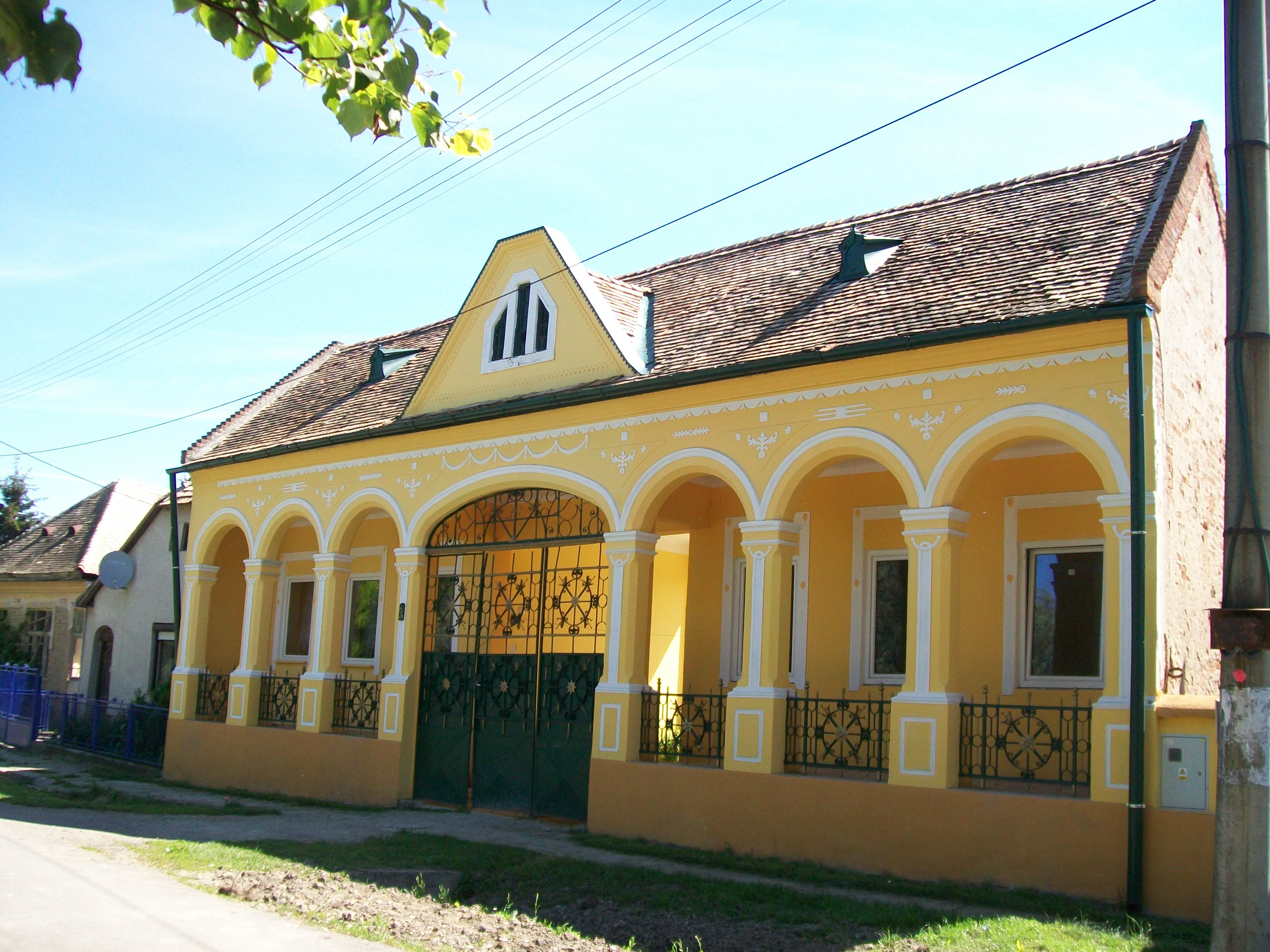
Haus in Nitra nad Ipľom

Die Gemeinde befindet sich im südöstlichen Teil des Talkessels Lučenská kotlina, einer Untereinheit der Juhoslovenská kotlina, an beiden Ufern des Ipeľ. Das Ortszentrum liegt auf einer Höhe von 185 m n.m. und ist 11 Kilometer von Lučenec entfernt.
Nachbargemeinden sind Boľkovce und Pinciná im Norden, Buzitka im Osten, Prša im Südosten, Fiľakovské Kováče im Süden und Holiša im Westen.

## Geschichte

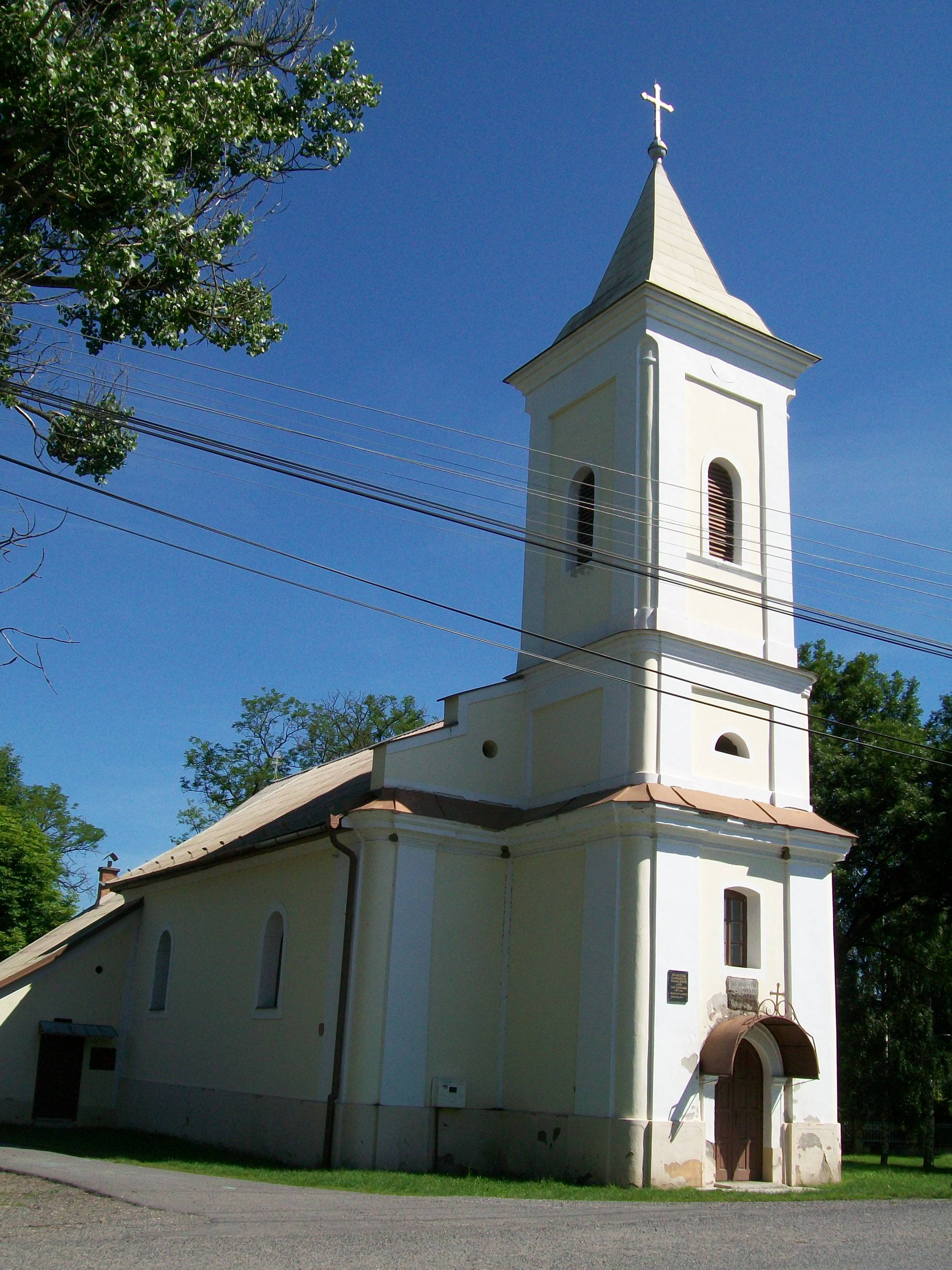
Kirche im Ort

Nitra nad Ipľom wurde zum ersten Mal 1350 als Nitra schriftlich erwähnt und lag in der Herrschaft der Burg Fileck, ab dem 16. Jahrhundert war das Dorf Besitz des Landadels. 1828 zählte man 51 Häuser und 449 Einwohner, die als Landwirte beschäftigt waren, ab dem späten 19. Jahrhundert arbeiteten sie in Industriebetrieben, vornehmlich im nahen Fiľakovo.
Bis 1918/1919 gehörte der im Komitat Neograd liegende Ort zum Königreich Ungarn und kam danach zur Tschechoslowakei beziehungsweise heute Slowakei. Auf Grund des Ersten Wiener Schiedsspruchs lag er von 1938 bis 1944 noch einmal in Ungarn.

## Bevölkerung
| Jahr                | 1994 | 2004     | 2014     | 2024    |
| ------------------- | ---- | -------- | -------- | ------- |
| Anzahl der Personen | 244  | 283      | 367      | 374     |
| Unterschied         |      | +15,98 % | +29,68 % | +1,90 % |

| Jahr                | 2023 | 2024    |
| ------------------- | ---- | ------- |
| Anzahl der Personen | 375  | 374     |
| Unterschied         |      | −0,26 % |

Gemäß der Volkszählung 2011 wohnten in Nitra nad Ipľom 345 Einwohner, davon 230 Roma, 54 Slowaken, 41 Magyaren und ein Tscheche. 19 Einwohner machten keine Angabe zur Ethnie.
261 Einwohner bekannten sich zur römisch-katholischen Kirche, vier Einwohner zur Evangelischen Kirche A. B., drei Einwohner zur reformierten Kirche und ein Einwohner zu den Baptisten. Fünf Einwohner waren konfessionslos und bei 71 Einwohnern wurde die Konfession nicht ermittelt.

## Bauwerke und Denkmäler
- römisch-katholische Kirche St. Ursula im gemischten barock-klassizistischen Stil aus dem Jahr 1823[6]